# أدريسي السفلي (مازو)
أدریسي السفلی (بالفارسية: ادریسی سفلی) هي قرية تقع في قسم مازو الريفي، بمقاطعة أنديمشك التابعة لمحافظة خوزستان، إيران. يقدر عدد سكانها بـ 156 نسمة حسب الإحصاء السكاني الذي تمّ في عام 2006.